# Prigrevica
Prigrevica (izvirno srbsko Пригревица; madžarsko Bácsszentiván) je naselje v Srbiji, ki upravno spada pod Občino Apatin; slednja pa je del Zahodnobačkega upravnega okraja.

## Demografija
V naselju živi 3999 polnoletnih prebivalcev, pri čemer je njihova povprečna starost 42,6 let (40,5 pri moških in 44,5 pri ženskah). Naselje ima 1630 gospodinjstev, pri čemer je povprečno število članov na gospodinjstvo 2,93.
To naselje je, glede na rezultate popisa iz leta 2002, večinoma srbsko, v času zadnjih treh popisov pa je opazno zmanjšanje števila prebivalcev.

### Znane osebnosti
- Jovan Pašti (*1924), baletni igralec
- Željko Rebrača (*1972), košarkar

## Gospodarstvo
Najpogostejši poljščini, ki ju sejejo, koruza in pšenica pšenica; sejejo pa tudi (sladkorno) peso, sončnice, sojo...
Ohranjen je gozd na površini 218 ha. Ta gozd, ki ga imenujejo Šuma Junaković, se nahaja na podeželju, v zahodnem delu od kraja Prigrevice.
|  |

| Demografija | Demografija     | Demografija     |
| Leto        | Št. prebivalcev | Št. prebivalcev |
| ----------- | --------------- | --------------- |
|             |                 |                 |
|             |                 |                 |
|             |                 |                 |
|             |                 |                 |
| 1948        | 5219            |                 |
| 1953        | 5480            |                 |
| 1961        | 5449            |                 |
| 1971        | 5033            |                 |
| 1981        | 5026            |                 |
| 1991        | 4842            | 4726            |
| 2002        | 4932            | 4781            |
|             |                 |                 |

| Etnična sestava po popisu iz leta 2002 | Etnična sestava po popisu iz leta 2002 | Etnična sestava po popisu iz leta 2002 | Etnična sestava po popisu iz leta 2002 | Etnična sestava po popisu iz leta 2002 |
| -------------------------------------- | -------------------------------------- | -------------------------------------- | -------------------------------------- | -------------------------------------- |
| Srbi                                   | Srbi                                   |                                        | 4.569                                  | 95,56%                                 |
| Hrvati                                 | Hrvati                                 |                                        | 50                                     | 1,04%                                  |
| Jugoslovani                            | Jugoslovani                            |                                        | 29                                     | 0,60%                                  |
| Madžari                                | Madžari                                |                                        | 21                                     | 0,43%                                  |
| Albanci                                | Albanci                                |                                        | 7                                      | 0,14%                                  |
| Črnogorci                              | Črnogorci                              |                                        | 6                                      | 0,12%                                  |
| Nemci                                  | Nemci                                  |                                        | 4                                      | 0,08%                                  |
| Makedonci                              | Makedonci                              |                                        | 4                                      | 0,08%                                  |
| Slovaki                                | Slovaki                                |                                        | 3                                      | 0,06%                                  |
| Romi                                   | Romi                                   |                                        | 3                                      | 0,06%                                  |
| Muslimani                              | Muslimani                              |                                        | 3                                      | 0,06%                                  |
| Slovenci                               | Slovenci                               |                                        | 1                                      | 0,02%                                  |
| Romuni                                 | Romuni                                 |                                        | 1                                      | 0,02%                                  |
| Bunjevci                               | Bunjevci                               |                                        | 1                                      | 0,02%                                  |
| Bolgari                                | Bolgari                                |                                        | 1                                      | 0,02%                                  |
| Neznano                                | Neznano                                |                                        | 4                                      | 0,08%                                  |